# Walter Tuschla
Walter Tuschla (* 24. März 1938 in Zwittau, Tschechoslowakei; † 10. März 2011 in Oberkirch) war ein deutscher Dirigent und Komponist.

## Leben
Walter Tuschla studierte am Leopold-Mozart-Konservatorium in Augsburg die Fächer Posaune, Musiktheorie und Harmonielehre. Während seines Studiums spielte er aktiv beim Städtischen Opernorchester Augsburg, beim Rundfunkblasorchester Hans Blum sowie bei den Nürnberger Stadtpfeifern mit. Tuschla war auch Posaunist unter Ernst Mosch und seinen Original Egerländer Musikanten. Walter Tuschla war fünf Jahre lang Leiter der Musikvereine Weiler und Ellhofen im Allgäu. Er war Fachlehrer und Bezirksdirigent des ASM (Allgäu-Schwäbischer Musikbund). Im Jahr 1975 übernahm er die Leitung der Stadtkapelle Oberkirch (Baden) und wurde an der dortigen Musikschule pädagogischer Leiter sowie Verbandsdirigent des Acher-Renchtal-Musikverbandes. Des Weiteren leitete er zehn Jahre die Trachtenkapelle Ödsbach im Schwarzwald und war ein gefragter Wertungsrichter im In- und Ausland.
Er starb am 10. März 2011 im Alter von 72 Jahren nach schwerer Krankheit in Oberkirch.

## Werke
- Auf zum Start
- Choral Alpin
- Heut sind wir fidel / Allen bekannt
- Posaunen-Express
- Alpengruß
- Fränkischer Schottisch